# Benutzerschnittstelle
Die Benutzerschnittstelle (nach der Gesellschaft für Informatik – Fachbereich Mensch-Computer-Interaktion auch Benutzungsschnittstelle; englisch User Interface) oder auch Nutzerschnittstelle ist die Stelle oder Handlung, mit der ein Mensch mit einer Maschine oder einem Arbeitsgerät in Interaktion tritt. Im einfachsten Fall ist das ein Lichtschalter: Er gehört weder zum Menschen, noch zur „Maschine“ (Lampe), sondern ist die Schnittstelle zwischen beiden.
Systematisch betrachtet gehört die Benutzerschnittstelle zu den Mensch-Maschine-Systemen (MMS): Mensch ↔ Mensch-Maschine-Schnittstelle ↔ Maschine. Verschiedene Wissenschaften widmen sich dem Thema, etwa die Informatik, die Kognitionsforschung und die Psychologie. In der Forschung beschäftigt sich die Disziplin der Mensch-Computer-Interaktion mit dem Thema.
Damit eine Benutzerschnittstelle für den Menschen nutzbar und sinnvoll ist, muss sie seinen Bedürfnissen und Fähigkeiten angepasst sein. Die Grundlagenkenntnisse für eine ergonomische und benutzerfreundliche Schnittstellen-Gestaltung werden in der Wissenschaftsdisziplin der Ergonomie erarbeitet. Die konkreten Tätigkeitsfelder sind hier Kognitive Ergonomie, Systemergonomie und Software-Ergonomie (usability engineering).

## Mensch-Maschine-Schnittstelle
Die Benutzerschnittstelle wird auch „Mensch-Maschine-Schnittstelle“ (MMS) oder englisch „Human Machine Interface“ (HMI) oder „Man Machine Interface“ (MMI) genannt und erlaubt dem Bediener unter Umständen über das Bedienen der Maschine hinaus das Beobachten der Anlagenzustände und das Eingreifen in den Prozess. Die Bereitstellung der Informationen („Feedback“) erfolgt entweder über Bedienpulte mit Signallampen, Anzeigefeldern und Tastern oder per Software über ein Visualisierungssystem, das zum Beispiel auf einem Terminal läuft. Beim Lichtschalter besteht das visuelle Feedback aus dem Eindruck „hell“ und der Schalterstellung „ein“ beziehungsweise „dunkel“ und „aus“. Der Fahrerbereich eines Autos weist zahlreiche Benutzerschnittstellen auf – von den Befehlsgebern (Pedale, Lenkrad, Schalt- und Blinkerhebel usw.) bis zu den optischen Rückmeldungen der „Maschine“ Auto (Anzeigen für Geschwindigkeit, Reichweite, Radioprogramm, Navigationssystem usw.).

### Beispiele

#### Fotografien

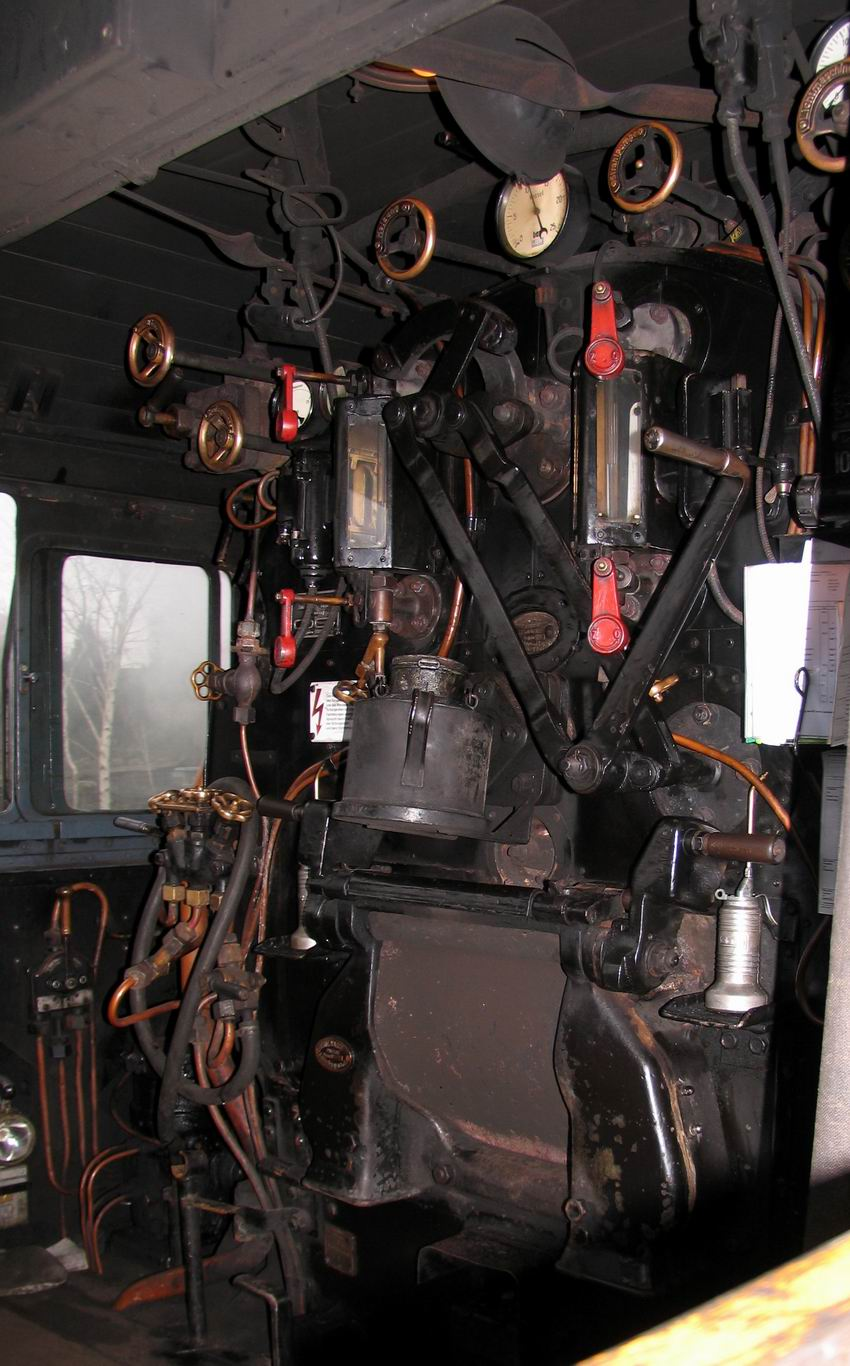
Historische Mensch-Maschine-Schnittstelle einer Dampflokomotive
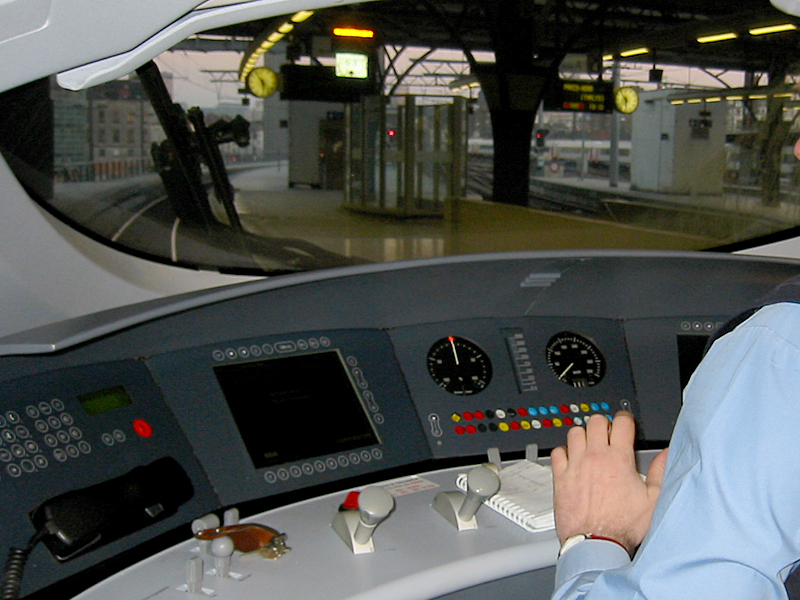
Moderne Mensch-Maschine-Schnittstelle eines ICEs
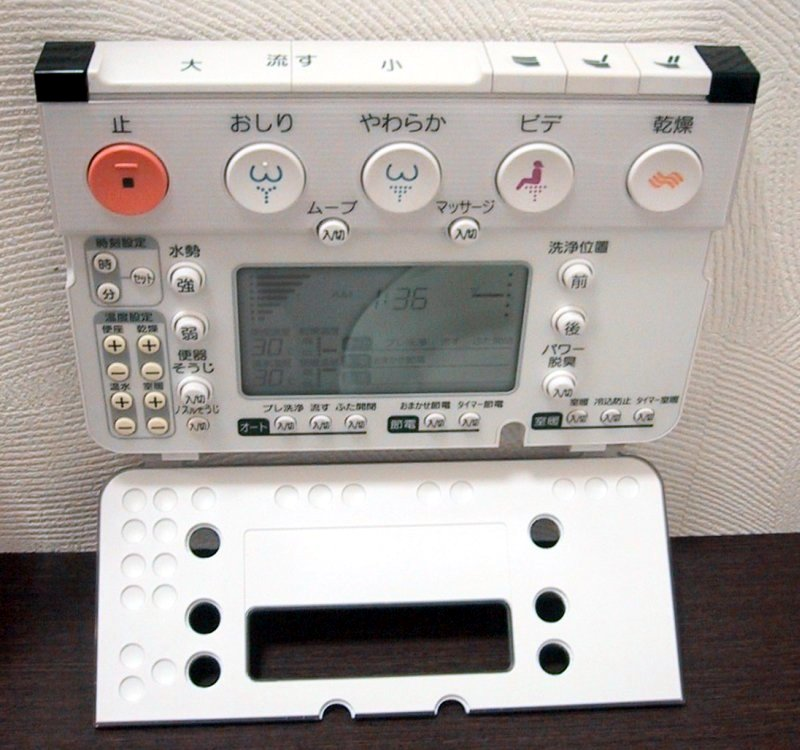
Benutzerschnittstelle einer japanischen Toilette
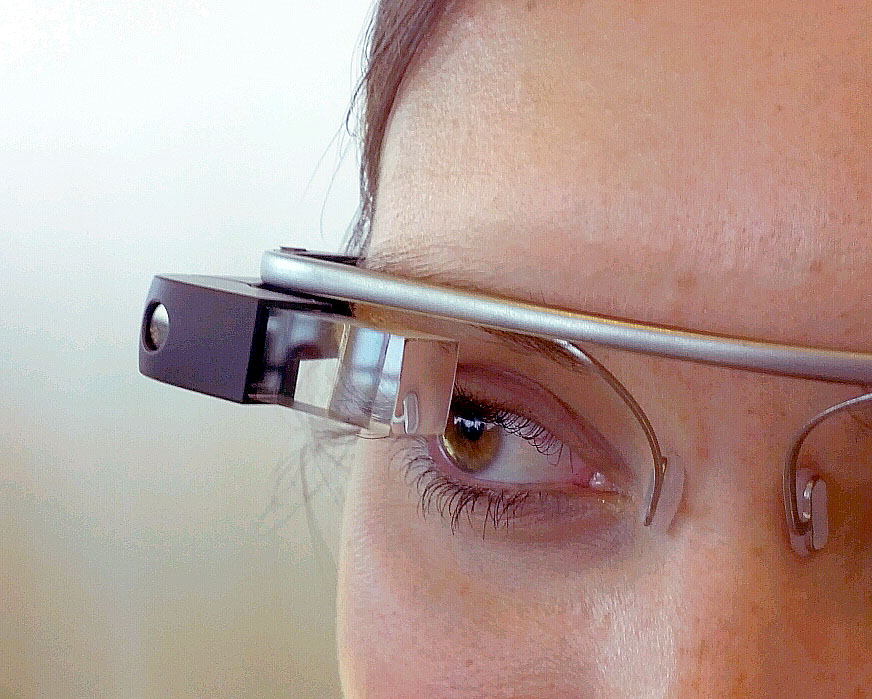
Sprachbasierte Benutzerschnittstelle bei Google Glass
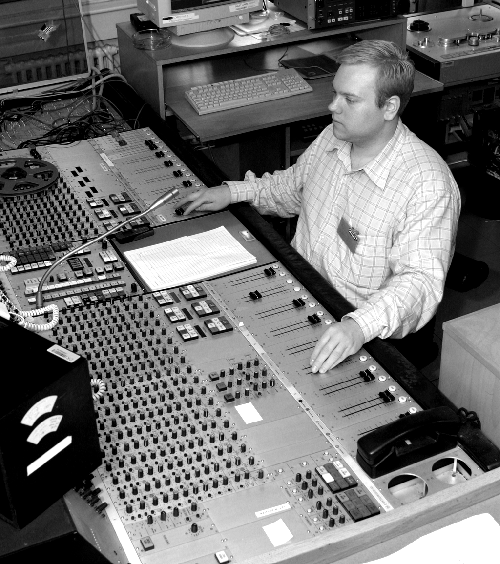
MMS in einem Tonstudio (analog)
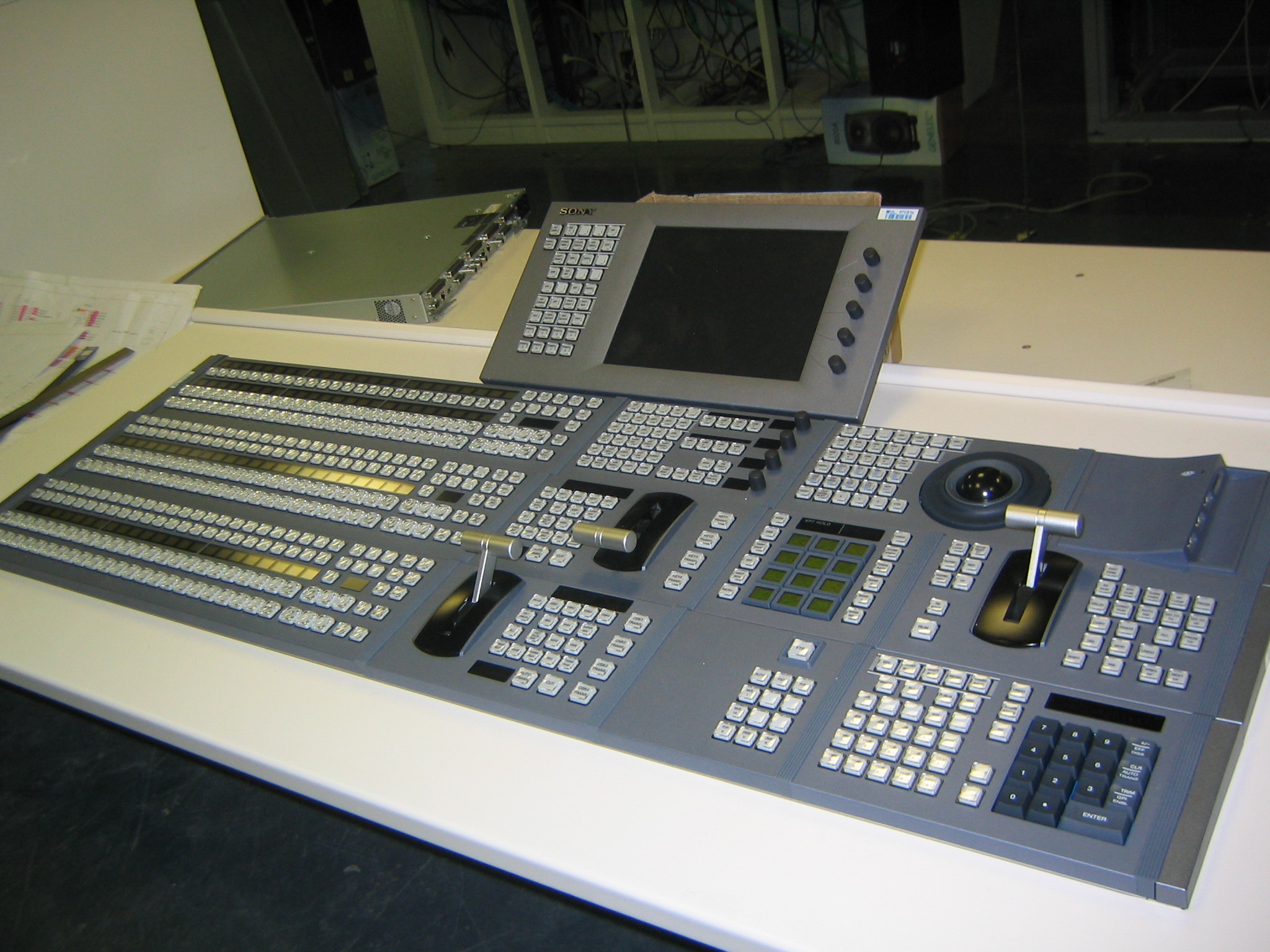
MMS für die Postproduktion
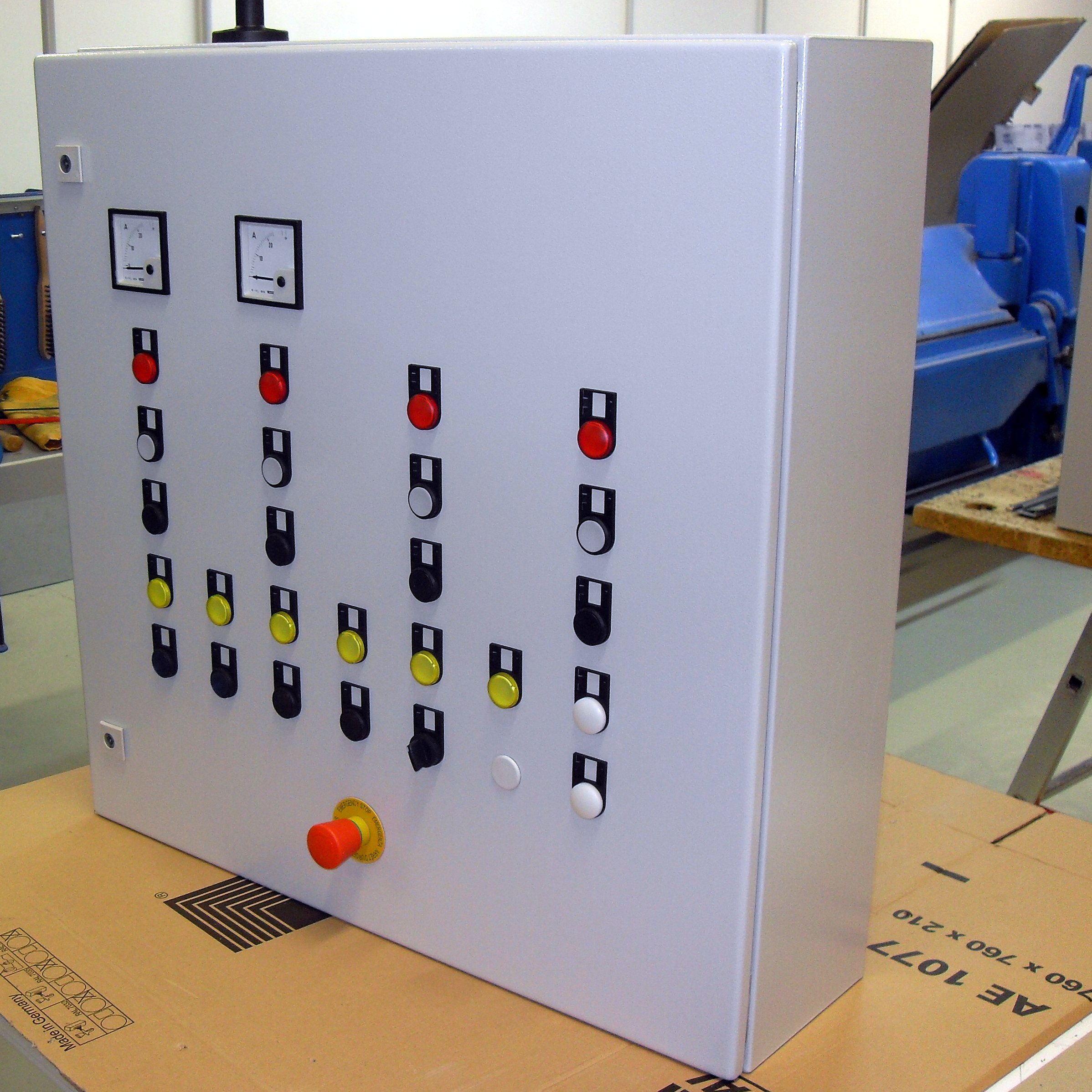
MMS in einer Zuckerfabrik
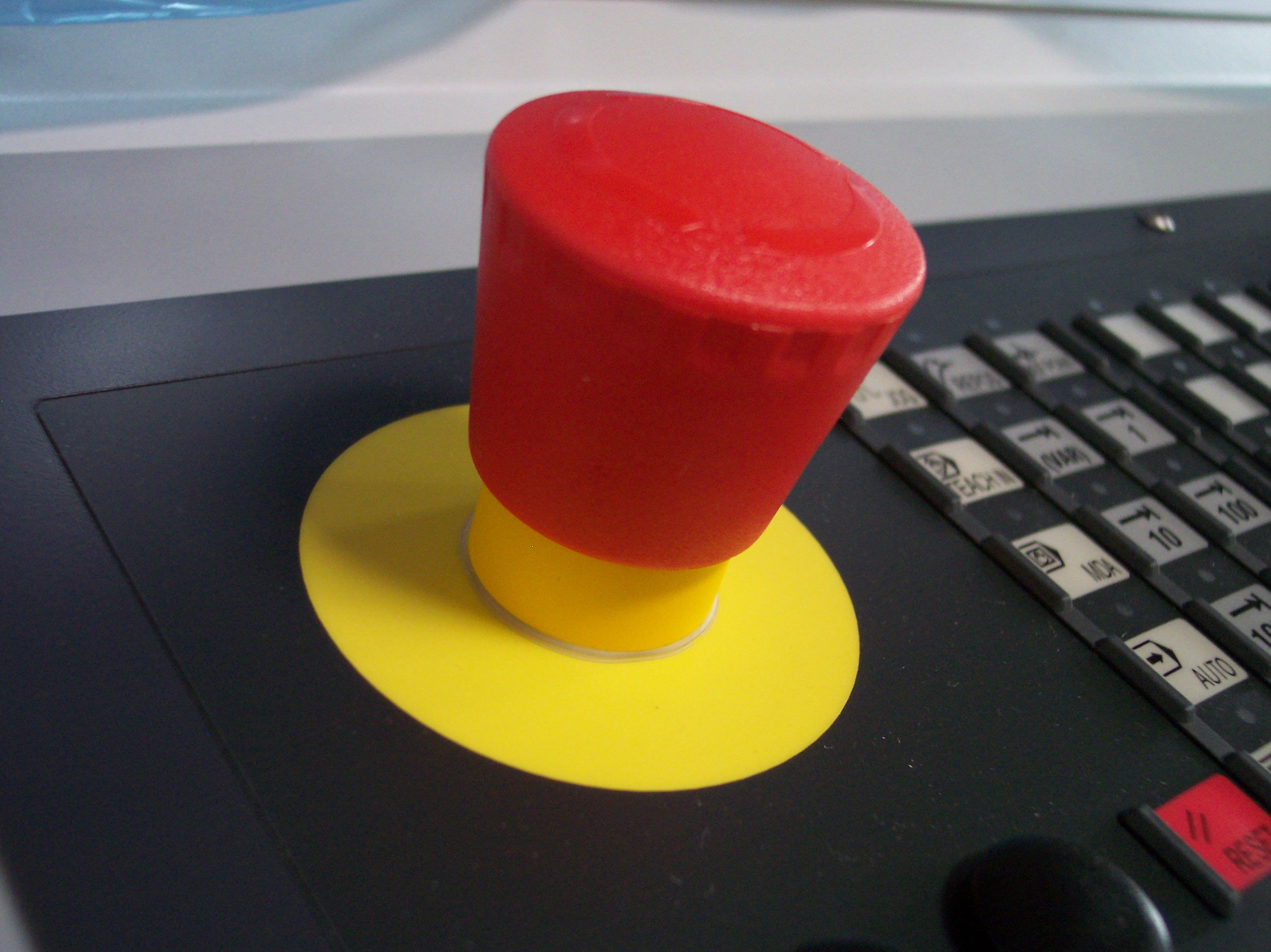
Not-Halt-Taster
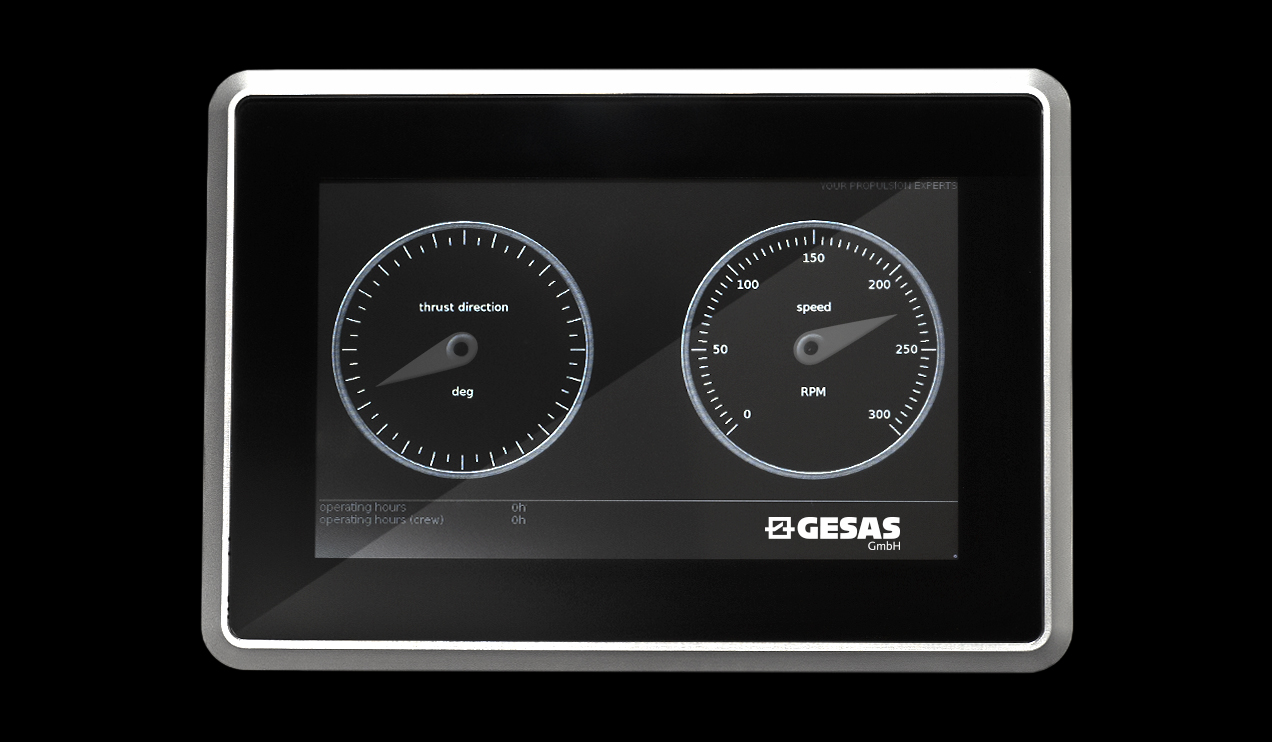
Zeigt die Front eines modernen HMI-Panels wie es in der Industrie oftmals zum Einsatz kommt.
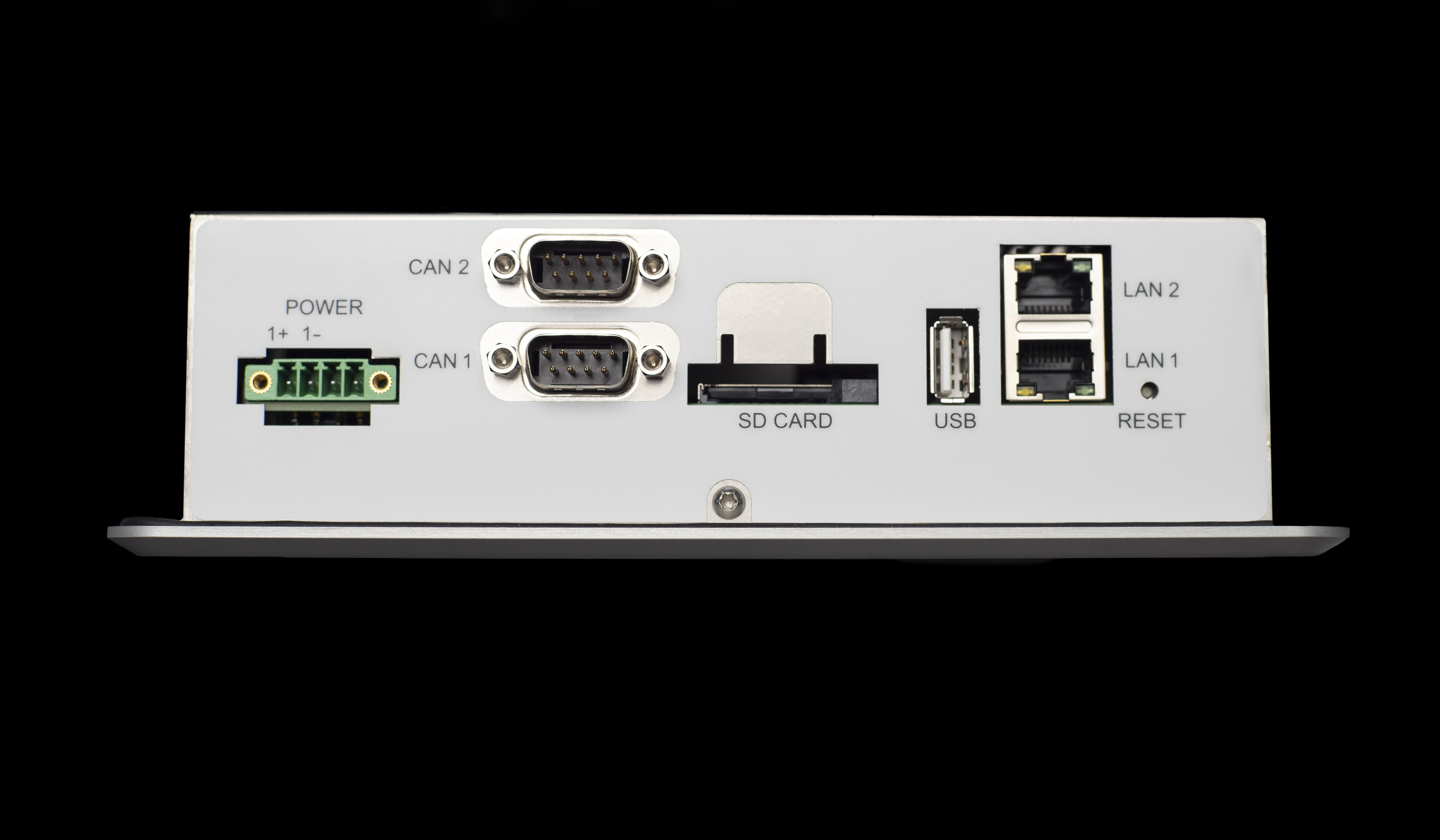
Zeigt ein modernes HMI aus der Industrie und möglichen Schnittstellen. Die Schnittstellen sind dabei aber nur beispielhaft, da die Schnittstellen auf die Anforderungen angepasst werden.
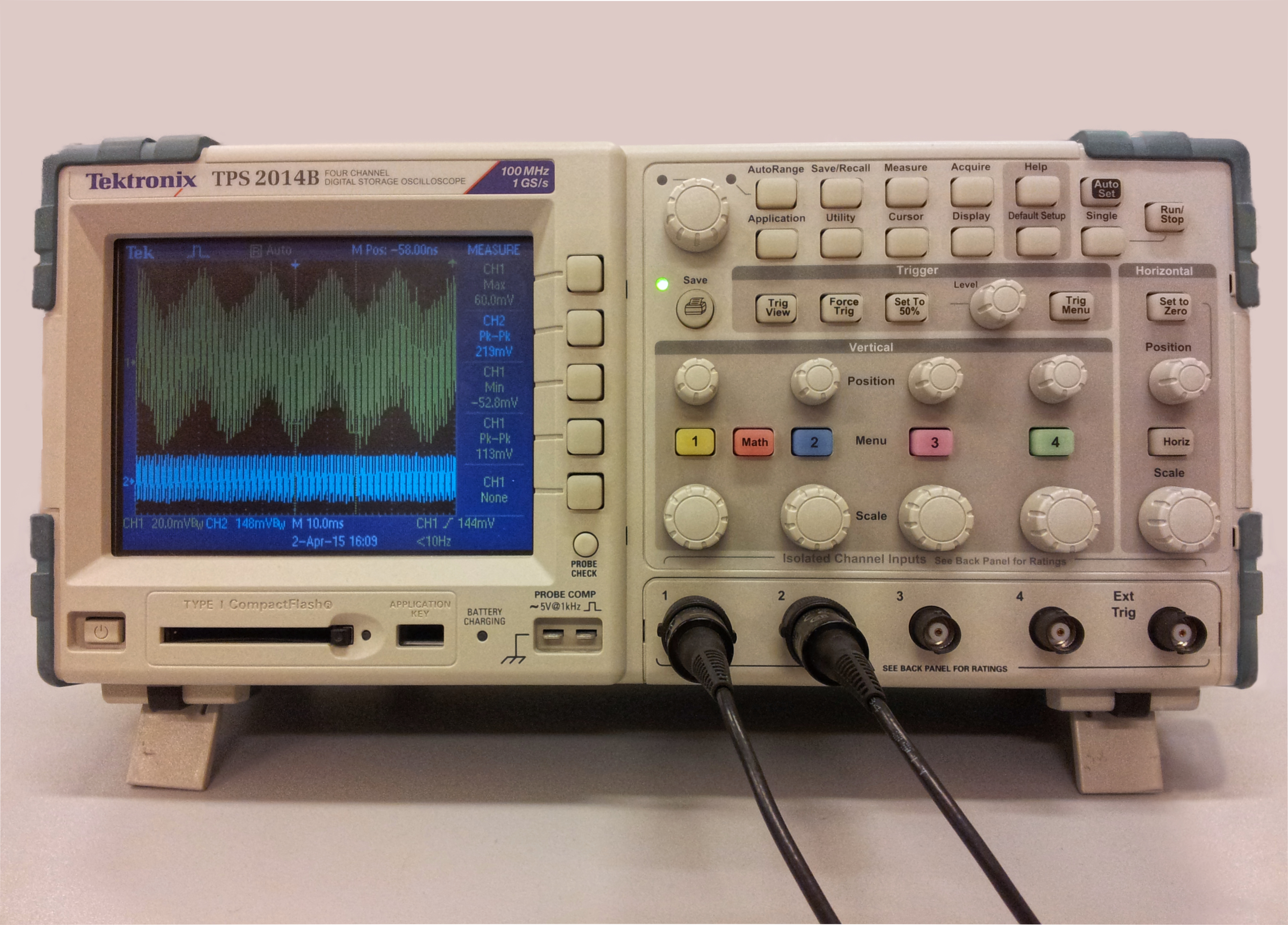
Digital-Oszilloskop zur Messung und Darstellung elektrischer Spannungen

#### Schemata

Einige Peripheriegeräte sind Mensch-Maschine-Schnittstellen. Dahinter liegen die ICs, auf welchen die Software ausgeführt wird.
Unterschiedliche Mensch-Maschine-Schnittstellen verlangen jeweils angepasste Softwareimplementationen.

## Erfolg und Misserfolg von Benutzerschnittstellen
Der Erfolg eines technischen Produktes hängt nicht nur von den Faktoren Preis, Zuverlässigkeit und Lebensdauer ab, sondern auch vom Faktor Handhabbarkeit bzw. Bedienungsfreundlichkeit. Idealerweise erklärt sich eine Benutzerschnittstelle intuitiv von selbst, also ohne Schulungsaufwand. Der Lichtschalter ist trotz seiner Beliebtheit und Einfachheit keine ideale Benutzerschnittstelle, sondern der Kompromiss eines Zielkonflikts. Dieser besteht darin, dass der Schalter einerseits direkt am einzuschaltenden Gerät angebracht sein sollte, also an der Lampe selbst (damit man ihn nicht suchen muss). Andererseits sollte er in der Nähe der Tür sein (wo er in der Regel auch ist), damit man nicht im Dunklen erst nach der Lampe tasten muss. Zudem ist durch die Position des Lichtschalters meist nicht eindeutig nachzuvollziehen, ob die Lampe ein- oder ausgeschaltet ist. Das kann die Fehlersuche bei Fehlfunktionen (Stromausfall, herausgesprungene Sicherung, defektes Leuchtmittel) erschweren.
Eine ebenso beliebte, aber auch nicht ideale Schnittstelle ist der berührungsempfindliche Bildschirm: Hier ruft man zum Beispiel durch Berühren des Bildschirmsymbols für E-Mail das Programm auf, welches die E-Mail abholt. Während man jedoch auf das Icon drückt, verdeckt der Finger das Icon selbst. Dies schafft in der Regel keine Probleme, aber das präzise Malen oder Schreiben mit Fingern auf dem Bildschirm ist unmöglich.
Bei langlebigen Produkten werden im Laufe der Jahre die Benutzerschnittstellen optimiert. So fehlen heute bei Abspielgeräten für Audio oder Video zwei Schalter, die noch in den 1980er Jahren üblich waren: Die Funktionalität der Schalter für den Sprung zum vorhergehenden oder nächsten Track wurden in die Schalter für schnelles Vor- oder Zurückspulen integriert. Dafür wurde die Benutzerschnittstelle komplexer, weil jeder der beiden Knöpfe nun zwei Funktionen erfüllt. Bei den Entwicklern von Benutzerschnittstellen spielt die Reduktion wie in diesem Beispiel eine zentrale Rolle: Die Reduktion des Zugangs zu einer komplexen Maschine auf nur wenige Bedienungselemente mag die grundsätzliche Bedienbarkeit erleichtern, wird aber meist der Komplexität nicht gerecht.
Bei den sehr komplexen Betriebssystemen moderner Computer löst man diesen Zielkonflikt durch zwei Kategorien von Benutzerschnittstellen: Die eine zeigt dem Anwender für den Alltag die Icons, den Papierkorb, die Ordner usw., die er ohne Lernaufwand sofort versteht und bedienen kann: Der Klick auf einen Link zum Beispiel öffnet die Ziel-Webseite. Die andere ermöglicht ihm über die Kommandozeilenoberfläche einen tiefen Eingriff in das Computersystem, erfordert jedoch einen hohen Lernaufwand. So beendet etwa
taskkill /F /IM iexplore.exe alle mit dem Internet Explorer zusammenhängenden Prozesse auf einem Windows-System.

## Kennzeichnungen
Weil von vielen Maschinen eine erhebliche Gefahr ausgehen kann, soll eine Mensch-Maschine-Schnittstelle so übersichtlich und eindeutig sein, dass sie selbst in Panik sicher bedient werden kann. An den Notausschalter werden deshalb besondere Anforderungen gestellt. Internationale Standards nach IEC/EN 60073 (VDE 0199), IEC/EN 60204-1 (VDE 0113 Teil 1) orientieren sich für Anzeigeleuchten an den vertrauten Farben von Lichtzeichenanlagen im Straßenverkehr und leiten davon die Farben der Bedienteile von Drucktastern ab. Die Farben bei Anzeigesäulen von Maschinen sollen in der dargestellten Reihenfolge verwendet werden.
| Anzeige    | Anzeige | Anzeige                          | Anzeige | Anzeige                                                                                        |
| Farbe      | Farbe   | Bedeutung                        | | Bemerkung                                                                                      |
| ---------- | ------- | -------------------------------- | --- | ---------------------------------------------------------------------------------------------- |
|            | Rot     | gefährlicher Zustand             | Warnung vor möglicher Gefahr oder Zuständen, die ein sofortiges Eingreifen erfordern                                   |                                                                                                |
|            | Gelb    | anormaler Zustand                | bevorstehender kritischer Zustand                                                                                      |                                                                                                |
|            | Blau    | Handeln zwingend                 | Handeln durch Bediener erforderlich                                                                                    |                                                                                                |
|            | Grün    | normaler Zustand                 | Anzeige sicherer Betriebsverhältnisse oder Freigabe eines Betriebsablaufs                                              |                                                                                                |
|            | Weiß    | Neutral                          | Bestätigung oder jede andere Bedeutung, wenn nicht klar ist, welche der Farben ROT, GELB, BLAU oder GRÜN geeignet wäre |                                                                                                |
| Bedienteil |         |                                  | |                                                                                                |
| Farbe      | Farbe   | Bedeutung                        | Funktion | Bemerkung                                                                                      |
|            | Rot     | im Notfall betätigen             | Not-Aus, Stopp, Brandbekämpfung                                                                                        | Darf nicht für Start/Ein verwendet werden                                                      |
|            | Gelb    | anormalen Zustand beheben        | Neustart, Eingriff, um unnormale Bedingung oder unerwünschte Änderung zu vermeiden                                     | Darf nicht für wechselweise Start/Ein und Stopp/Aus und nicht für Tippbetrieb verwendet werden |
|            | Blau    | erforderlichen Vorgang einleiten | Start Rückstellung |                                                                                                |
|            | Grün    | üblichen Zustand einleiten       | Start aus sicherem Zustand                                                                                             | Darf nicht für Stopp/Aus verwendet werden                                                      |
|            | Weiß    | keine spezielle Bedeutung        | Start/Ein (bevorzugt), auch Stopp/Aus                                                                                  |                                                                                                |
|            | Grau    | keine spezielle Bedeutung        | Start/Ein und Stopp/Aus                                                                                                |                                                                                                |
|            | Schwarz | keine spezielle Bedeutung        | Stopp/Aus (bevorzugt), auch Start/Ein                                                                                  |                                                                                                |

Zusätzlich sind Symbole vorgesehen, nach IEC 60417 zum Beispiel:
| Symbol | Funktion            |
| ------ | ------------------- |
| oder   | Start/Einschalten   |
| oder   | Stopp/Ausschalten   |
|        | Standby-Modus       |
|        | Not-Aus             |
|        | Pause/Unterbrechung |
|        | Schnellstart        |
|        | Schnellstopp        |
|        | Testlauf            |

Solche Symbole sind aufgrund der verbreiteten Farbenfehlsichtigkeit vorteilhaft, aber wie einige Warnzeichen erklärungsbedürftig.

## Computergestützte Benutzerschnittstelle
Eine computergestützte Benutzerschnittstelle oder Benutzeroberfläche, eigentlich Benutzungsschnittstelle, ist der Teil eines Computerprogramms, der mit dem Benutzer kommuniziert. In DIN EN ISO 9241-110 ist der Begriff der Benutzungsschnittstelle definiert als „alle Bestandteile eines interaktiven Systems (Software oder Hardware), die Informationen und Steuerelemente zur Verfügung stellen, die für den Benutzer notwendig sind, um eine bestimmte Arbeitsaufgabe mit dem interaktiven System zu erledigen.“
Es gibt folgende Arten von computergestützten Benutzerschnittstellen:
- Gegenständliche Benutzerschnittstellen (engl. Tangible User Interface TUI)
Bei diesem (neueren) Ansatz wird die Systemfunktionalität durch physische Objekte verkörpert, und durch diese zugleich steuerbar und ablesbar. Eine Maus ist im engeren Sinne kein TUI, weil sie lediglich ein generisches Eingabegerät darstellt. Der Zweck der TUI-Entwicklung besteht darin, die Zusammenarbeit, das Lernen und das Design zu fördern, indem digitalen Informationen physische Formen gegeben werden, wodurch die menschliche Fähigkeit, physische Objekte und Materialien zu erfassen und zu manipulieren, ausgenutzt wirdReactable, ein elektronisches Musikinstrument als Beispiel für eine greifbare Benutzerschnittstelle

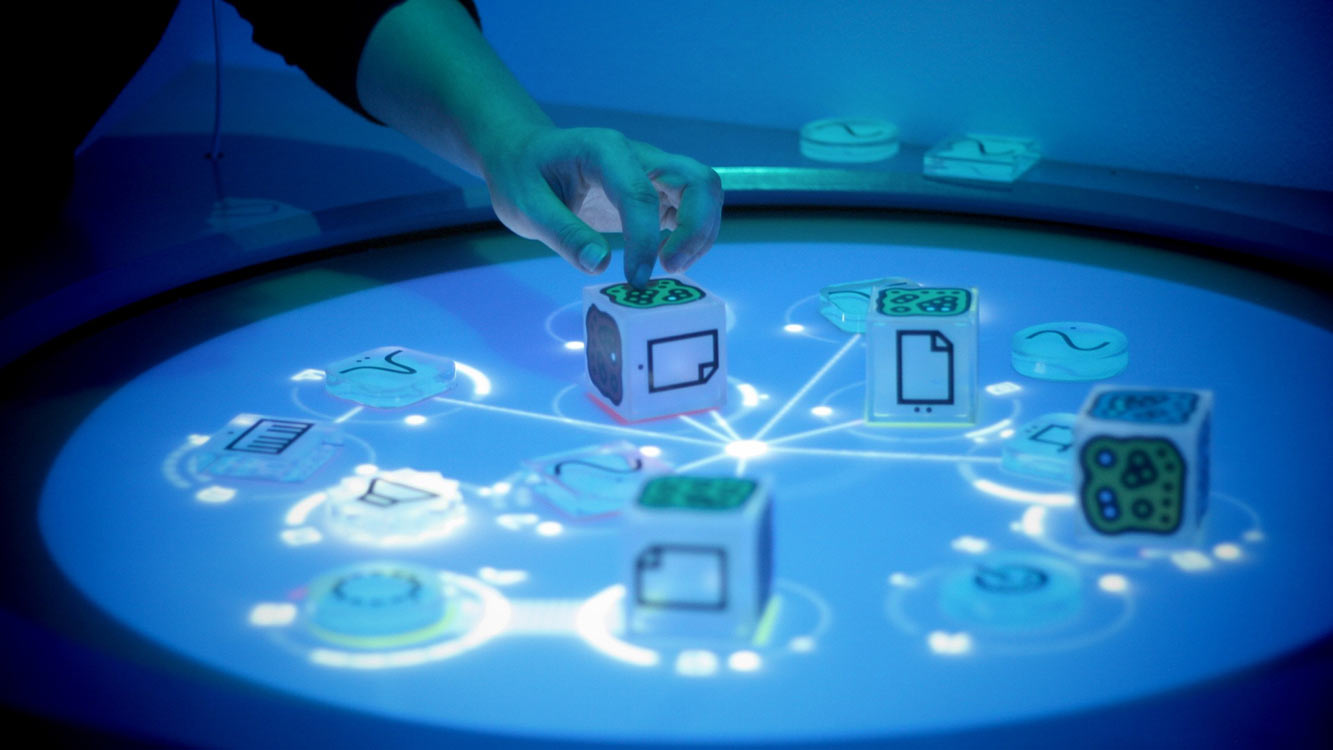
Reactable, ein elektronisches Musikinstrument als Beispiel für eine greifbare Benutzerschnittstelle

  - beispielsweise ein spreadsheet, eine Matrix in Tabellenform, wie sie in Tabellenkalkulationsprogrammen Verwendung findet
  - eine, ein in eine Schreibmaschine eingespanntes Blatt Papier darstellende, Textseite eines WYSIWYG-Textverarbeitungsprogramms oder die daraus generierte Druckseitendarstellung
- Gehirn-Computer-Schnittstelle (engl. Brain Computer Interface BCI)
Ermöglicht die Bedienung eines Computers über Gedanken, d. h. ohne die Nutzung der Extremitäten. Ein großer Anwendungsbereich findet sich in der Unterstützung körperlich behinderter Menschen.
- Grafische Benutzeroberflächen (engl. Graphical User Interface GUI)
Mit grafischen Benutzeroberflächen lassen sich komplexe Oberflächen gestalten, die üblicherweise mit der Maus, optional aber auch mit anderen Eingabegeräten bedient werden können. KDE oder Aqua sind Beispiele für GUIs. Bei GUIs werden die Interaktionselemente oft als Bildsymbole (Icons) dargestellt. GUI-Icons sind symbolisch-bildliche Metaphern und haben ihren Ursprung in der Bürowelt der 1970er Jahre.
- Kommandozeilen (engl. Command Line Interface CLI)
Kommandozeilen verlangen, dass der Benutzer per Tastatur die entsprechenden Befehle eingibt. Kommandozeileninterpreter (engl. Command Line Interpreter Abk. ebenfalls CLI) sind ein Beispiel für Kommandozeilen. Zu Beginn der Computergeschichte waren CLIs die einzige Benutzerschnittstelle, daher wird der allgemeinere Begriff Shell auch heute noch häufig synonym zum Begriff Kommandozeile verwendet.DEC-VT100-Terminal für Kommandozeilen

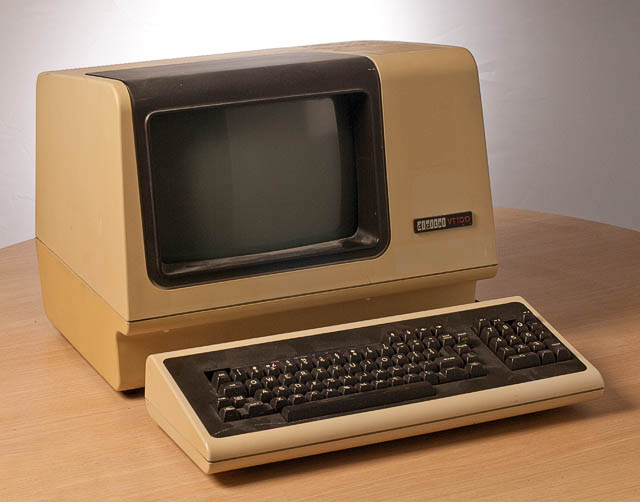
DEC-VT100-Terminal für Kommandozeilen

- Natürliche Benutzerschnittstellen (engl. Natural User Interface NUI)
Natürliche Benutzerschnittstellen wie beispielsweise ein Touchscreen sind berührempfindlich und reagieren auf Finger- und Handbewegungen. Die gestenbasierte Bedienung lehnt sich dabei an natürliche, gewohnte Bewegungen an und ermöglicht so einen intuitiven Umgang mit interaktiven Geräten. Ein digitales, künstliches Eingabesystem (wie Maus oder Tastatur) fällt weg, stattdessen erfasst und interpretiert die Oberfläche die Berührungen des Nutzers.
- Sprachbasierte Benutzerschnittstellen (engl. Voice User Interfaces VUI)
Über sprachbasierte Benutzerschnittstellen kommuniziert der Benutzer per gesprochenem Wort mit einem System. Ausgaben bestehen entweder aus vorab aufgezeichnetem Ton oder aus über eine synthetische Stimme übermitteltem Text. Eingaben erfordern eine Spracherkennung oder eine Kombination mit anderen Eingabeparadigmen wie Texteingabe, Mausklick oder DTMF-Signale an Telefonen. Ein Beispiel für eine VUI sind Sprachdialogsysteme, interaktive Telefon-Ansagedienste und -wählsysteme.
- wahrnehmungsgesteuerte Benutzerschnittstellen (engl. Perceptual User Interface PUI)
Dieser Ansatz befindet sich noch in der Entwicklung. Unter anderem beschäftigen sich das Fraunhofer-Institut für Digitale Medientechnologie, sowie die Nachwuchsgruppe Perceptual User Interfaces am Max-Planck-Institut für Informatik Saarbrücken mit diesem Thema.[1] Durch die Kombination von GUI, VUI und elektronischer Gestenerkennung soll die Kommunikation mit dem Computer erleichtert werden.
- Zeichenorientierte Benutzerschnittstellen (engl. Text User Interface TUI)
Zeichenorientierte Benutzerschnittstellen sind textbasiert, verlangen aber keine Befehlseingaben vom Benutzer, sondern präsentieren sich meist in Form von Menüs, die mit der Tastatur und selten auch mit der Maus bedient werden. Ein Beispiel für ein Text User Interface ist der Dateiverwalter Norton Commander. Es wurde festgelegt, dass ein Pulldown-Menüsystem am oberen Bildschirmrand, eine Statusleiste am unteren Bildschirmrand und Tastenkombinationen für alle gängigen Funktionen gleich bleiben sollten. Dies trug wesentlich zur Geschwindigkeit bei, mit der Benutzer eine Anwendung erlernen konnten, so dass sie sich schnell durchsetzte und zum Industriestandard wurde.

Die Benutzerschnittstellen können zwar, aber müssen nicht unbedingt, Elemente aus den niedrigeren Stufen enthalten; So hat der Midnight Commander beispielsweise eine Shell integriert, gehört aber dennoch zu den Text User Interfaces.
Menüs sind unabhängig davon, ob eine Benutzungsschnittstelle grafisch, textuell, auditiv oder anders gestaltet ist.
Ein solches Visualisierungssystem besteht häufig aus einem PC mit Bildschirm und einer Tastatur bzw. Maus. Manche Systeme benötigen einen firmenspezifischen Computer, die meisten davon können auf einem gewöhnlichen PC implementiert werden.

### Leittechnik
Konfigurierbare computergestützte Benutzerschnittstellen stellen in der Leittechnik (auch Supervisory Control and Data Acquisition, kurz SCADA) die Kommunikation und den Austausch (Prozessvisualisierung) zwischen einer SPS und dem Menschen sicher und sind somit ein integraler Bestandteil eines Leitsystems.
Typisch für ein SCADA-System ist das zentrale Alarmmanagement, die Archivierung von Daten, die Erstellung von Zeitschaltprogrammen und ein Nachrichtenübermittlungsdienst (SMS, E-Mail, Text-to-Speech). Ein SCADA enthält ein HMI-System als Benutzerschnittstelle. Einige dieser Systeme wie z. B. InTouch oder WinCC enthalten einen integrierten Grafikeditor und eine Fülle von industriellen Symbolen z. B. Motoren, Ventile, Rohre oder Schalter.
Mit der Tastatur, der Maus oder den Steuerungsinformationen können dann je nach Programmierung die Symbolobjekte verändert werden.
Durch einzelne Bildschirmobjekte, Grafiken und Seiten entsteht dann eine Benutzeroberfläche, welche die Funktionen und die gespeicherten Daten der Maschine wiedergibt.

### Richtlinien
Der Anbieter eines Computer-Betriebssystems veröffentlicht in der Regel als Teil der Dokumentation dazu einen Satz Richtlinien zur standardisierten Gestaltung der Benutzerschnittstelle, englisch als Human Interface Guideline oder Styleguide bezeichnet. Dabei werden oftmals die Prinzipien der Software-Ergonomie berücksichtigt. Eine Anwendungssoftware wird dann auch danach beurteilt, wie gut sie diesem Standard nachkommt.
Solche Richtlinien sind z. B. bekannt von OpenStep (Apple, NeXTStep, GNUStep usw.), IBM (Common User Access), GNOME, KDE, Java Swing und Windows.